# Glóssa (La Canée)
Glóssa, en grec moderne : Γλώσσα, est un village du dème de Plataniás, en Crète, en Grèce. Selon le recensement de 2011, la population de Glóssa compte 69 habitants. Il est situé à une altitude de 170 m.